# Битолска магаза
Битолската магаза (на македонска литературна норма: Битолска магаза) е магазин в град Битоля, Северна Македония. Сградата е обявена за значимо културно наследство на Северна Македония.

## Местоположение
Сградата е разположена на улица „27 март“ № 3, в непосредствена близост до главната улица „Широк сокак“ и площад „Магнолия“.

## История
Магазата е построена в XIX век и една от многото съществували в града. Днес е превърната в художествена галерия.